# Maryvonne Rippert
Pour les articles homonymes, voir Rippert.
Maryvonne Rippert, née à Alba-la-Romaine (Ardèche) le 5 mai 1953, est une autrice française de littérature pour la jeunesse.

## Biographie

### Enfance et formation
Maryvonne Rippert naît dans une famille d'agriculteurs ardéchois. Elle réalise des études de lettres à la faculté d’Aix-en-Provence. 

### Carrière
Maryvonne Rippert vit pendant plus de vingt ans à Paris où elle travaille à la documentation de l'Express. De retour dans la région lyonnaise, à Saint-Genis-Laval, elle se consacre à l'écriture[réf. souhaitée]. Elle est l'autrice de nombreux romans de littérature jeunesse, notamment la série Les Cercles de Goldie (éd. Fleurus) sous le pseudonyme de Billie Cairn. Parallèlement, elle anime des ateliers d'écriture ou des stages d'écriture. Elle va également à la rencontre des jeunes lecteurs,,. 
En 2022, elle publie Marche ta peine, un roman à lire à partir de 14 ans, sur le sujet du harcèlement scolaire. Le livre raconte l'histoire d'Ulis, un collégien populaire qui devient harceleur. Dans le cadre du programme Marche ta peine, pour échapper au centre de détention pour mineurs, il a l'obligation de partir en randonnée avec un éducateur peu loquace. Pendant ces deux mois, il doit réfléchir à ce qu'on lui reproche : la défenestration de Noah,. Le livre est sélectionné pour le prix des Incorruptibles. 

### Vie privée
Maryvonne Rippert vit en Ardèche. 

## Œuvres
- Mathilde, le petit bonheur, éditions la Renardière, 1996. « Neuf mois et cent jours d'amour, la mort subite du nourrisson évoquée par les monologues entrelacés de la mère et son enfant, dans un chant à deux voix, d'où émergent l'espoir et la consolation ».
- La minute qui n'existe pas, Magnard jeunesse, 2001 ; Jacques André, 2005. « Un roman fantastique sur l'alchimie, dans les lieux magiques de l'Observatoire astronomique de Lyon ».
- Le Grenier des étoiles, Magnard jeunesse, 2003
- Horrible grand'mère Kal, Tipik cadet, 2003, 2005. « Qu'il est difficile de faire des bêtises lorsque l'on est une petite fille parfaite ! Par malheur, Grand-mère Kal, la sorcière de la Réunion est implacable... »
- Le jardin des mots doux, Tipik cadet Magnard, 2005. Sélection Prix des Incorruptibles 2007. « Tous les enfants ont besoin de mots d'amour pour s'endormir… encore faut-il qu'ils soient bien choisis ! »
- Différents, Tipik Junior, 2005. « Souvenez-vous du Triangle rose »
  - Sélection Prix de la PEEP 2006
  - Prix Narisomé de Mayotte 2007
  - Prix  Ruralivre 2007
- Pas d'embrouille fée Bistouille, Belin, 2003
- L'arbre de Zelkova, Belin, 2006. « Comment une lutine va s'intéresser à la généalogie »
- Je serai où tu veux, roman policier, Nykta, 2006.
- L'amour en cage, coll. Chapitre Le Seuil jeunesse.Oct 2008
  - Prix Saint-Exupéry Valeurs Jeunesse 2009-2010
- L'ange des toits, coll. Blue Cerises, Milan. mai 2009
- Y a pas photo, coll. Blue Cerises, Milan. octobre 2009
- Le Grenier des étoiles, réédition Jacques André. mai  2009
- Métal mélodie, coll. Macadam Milan. février 2010
  - Prix des collégiens du Doubs 2010
  - Prix TSR lecture ados 2011 (Suisse)
  - Prix des lycéens de l'Eure 2011
  - Prix des Dévoreurs d'Évreux 2011
  - Ruralivres 2011
  - Prix des ados de Loudéac 2011
  - Prix Ados du Trégor 2011
  - Prix Bouqu'enstock 2011
  - Prix Gayant lecture 2012
  - Prix des Incorruptibles 2012
  - Prix Gr'Aisne de critique 2014
- Lonely cat, coll. Blue Cerises saison 3. Milan. avril 2010
- Skate toujours !, coll. TALAM épisode 3. Milan. mai 2010
- L'ange des toits Compil  Blue Cerises saison 1. Milan. septembre 2011
- Rôde Movie Compil  Blue Cerises saison 2. Milan. octobre 2011
- La Minute papillon Compil  Blue Cerises saison 3. Milan. janvier 2012
- Lune bleue  Compil  Blue Cerises saison 4. Milan. février 2012
- Alabama Blues  avec Les Chics Types. Oskar Éditions. octobre 2012[9]. Premier roman de littérature jeunesse intégrant des QR codes
- Le grimoire de la princesse Fleurus éditions octobre 2013
- Les cercles de Goldie sous pseudonyme Billie Cairn. 3 tomes. Fleurus éditions. 2014 2015. 2016.
- Mon cher correspondant Fleurus éditions octobre 2018 Prix Jacques Asklund 2021
- Le petit Bonheur, La Fugue éditions 2021
- Marche ta peine, coll Pageturner, Milan 2022
  - Prix Passerelle 2024
- Tricotez votre Bien-être, Tana éditions 2025
- Le choix d'Adélie, Milan 2025